# Walter Klaus Köbel
Walter Klaus Köbel (* 20. Mai 1918 in Darmstadt; † 9. September 1965) war ein hessischer Politiker (SPD) und Abgeordneter des Hessischen Landtags.

## Ausbildung und Beruf
Walter Klaus Köbel war der Sohn von Adam und Elisabeth Köbel geborene Unrath. Der Vater war Leutnant im Ersten Weltkrieg gewesen und hatte im Krieg das Augenlicht verloren. Er arbeitete nach dem Krieg als Steuerbeamter.
Walter Klaus Köbel besuchte 1924 bis 1927 eine Grundschule in Darmstadt und wechselte 1927 auf ein Realgymnasium in Darmstadt und legte dort 1936 das Abitur ab. Nach dem Abitur leistete er zwischen dem 4. April und dem 26. September 1936 den Dienst beim Reichsarbeitsdienst in Alsfeld. Zu diesem Dienst waren Schulabgänger gemäß dem RAD-Gesetz vom 26. Juni 1935 verpflichtet. Ebenfalls bestand eine Wehrpflicht. Köbel meldete sich daher zum Heeresdienst, wurde aber nach zwei Wochen als dienstuntauglich zunächst zurückgestellt.
Walter Klaus Köbel trat am 1. Mai 1932 der Hitlerjugend bei. Da er zu diesem Zeitpunkt noch kurz vor seinem 14. Geburtstags stand, wurde der Beitritt erst drei Wochen später wirksam. Am 19. März 1934 wurde er zum Kameradschaftsführer ernannt, dem niedrigsten Führungsdienstgrad der HJ. Ab 1938 war er zusätzlich Mitarbeiter im Jungbann 115 Darmstadt.
Am 1. November 1936 nahm er das Studium der Rechts- und Staatswissenschaften an der Universität Frankfurt am Main auf. Bei der Finanzierung des Studiums war er aufgrund des Todes seines Vaters am 4. November 1936 auf Unterstützung angewiesen. Seine Mutter erhielt lediglich eine kleine Pension. Ab dem zweiten Semester wurden ihm die Studiengebühren erlassen. Seine Unterkunft fand er im Kameradschaftshaus Langemarck des Nationalsozialistischen Deutschen Studentenbundes (NSdSB) in der Westendstraße 55. Im Rahmen der Gleichschaltung waren die Studentenverbindungen verboten worden und gingen im NSdSB auf. Die Verbindungshäuser wurden nun von diesem als Kameradschaftshaus fortgeführt. Zusätzlich erhielt er ein Stipendium in Form eines Barzuschusses. Im 4. Semester studierte er an der Universität Göttingen, kehrte dann aber wieder nach Frankfurt zurück.
Zum 1. Januar 1937 trat er der NSDAP bei (Mitgliedsnummer 3.031.238). Am 28. August 1939 wurde er zum Kriegsdienst einberufen. Für das Ablegen eines Notexamenes wurde er für einige Wochen beurlaubt und legte am 6. September 1939 vor dem Prüfungsamt am Oberlandesgericht Darmstadt das erste Staatsexamen mit der Note „gut“ ab. Auch für das Referendariat am Amtsgericht Langen wurde er jeweils vom Kriegsdienst beurlaubt. Am 7. November 1940 schrieb er sich erneut an der Frankfurter Universität ein, um bei Professor Friedrich Giese zu promovieren. Auch für diese Promotion wurde er zeitweise von dem Dienst bei der Wehrmacht beurlaubt. Mit der Doktorarbeit Die Rechtsform der Winterhilfswerkes wurde er 1941 zum Dr. jur. promoviert. Im März 1942 trat er dem NS-Rechtswahrerbund (NSRB) bei.
Am 8. Juli 1943 wurde er Regierungsassessor. Mai bis Oktober 1944 war er in dieser Funktion am Landgericht Posen eingesetzt. Bis 1945 war er, abgesehen von einigen Beurlaubungen, Soldat der Wehrmacht im Rang eines Unteroffiziers. Sein höchster Rang war der eines Feldwebels.
Von Juni 1945 bis Februar 1946 wurde er von der amerikanischen Besatzungsmacht in Kriegsgefangenschaft festgehalten. Im April 1946 wurde er in den Verwaltungsdienst übernommen und am Landratsamt Büdingen Stellvertreter von Landrat Kurt Mossdorf (SPD). In der amerikanischen Besatzungszone war es untersagt, Verwaltungsmitarbeiter zu beschäftigen, die vor dem 1. Mai 1937 NSDAP-Mitglieder gewesen waren. Im Fragebogen der Militärregierung machte Köbel daher diesbezüglich falsche Angaben. Im April 1948 wurde er an das Hessische Innenministerium versetzt. 1948 wurde er wegen der Fälschung seines Fragebogens der Militärregierung verhaftet und zu neun Monaten Gefängnis verurteilt. Im Fragebogen und auch im Meldebogen zur Entnazifizierung hatte er seine NSDAP-Mitgliedschaft verschwiegen. Nachdem er im Rahmen der Weihnachtsamnestie entlassen worden war, war er ab dem 1. März 1949 als freiberuflicher Verwaltungsjurist tätig. Ab dem 1. Januar 1950 war er fest beim Freiherr-vom-Stein-Institut Lindenfels angestellt, einer Einrichtung des Hessischen Städte- und Gemeindebundes.

## Politik
1950 trat Walter Klaus Köbel in die SPD ein. Am 4. März 1954 wurde er einstimmig von der Stadtverordnetenversammlung zum Bürgermeister von Rüsselsheim gewählt. Neben der Mehrheitskoalition aus SPD und CDU stimmten auch die Vertreter der Unabhängigen Wählergemeinschaft für Köbel, die KPD enthielt sich. Auch die Wiederwahl am 7. Januar 1960 erfolgte einstimmig.
Schwerpunkt seiner politischen Tätigkeit als Bürgermeister waren Wohnungsbau und Ausbau der Infrastruktur. In seine Amtszeit als Bürgermeister fiel die Gründung der Gemeinnützigen Wohnungsbaugesellschaft der Stadt Rüsselsheim m.b.H am 15. November 1954 gemäß Beschluss der Stadtverordnetenversammlung vom 2. September 1954. Der Bau des Krankenhauses, eines Schwimmbades, von Schulen und Altersheimen fiel in seine Amtszeit. Das Wirtschaftswunder und der Erfolg der Firma Opel sorgten für stark steigende Einnahmen der Stadt und einen erheblichen Bevölkerungszuwachs.
1956 wurde er zum Vorsitzenden des Kreistags des Landkreises Groß-Gerau gewählt. Vom 18. Oktober 1963 bis zu seinem Tod war er Mitglied des Hessischen Landtags. Im Landtag ergriff er nie das Wort. Am 9. September 1965 starb er in Frankfurt.

## Nachwirken
Die im Jahr 1972 fertiggestellte größte Rüsselsheimer Sporthalle am Evreuxring wurde zum Gedenken an den verstorbenen Bürgermeister Walter-Köbel-Halle genannt. Wegen der NS-Vergangenheit Köbels beschloss die Stadtverordnetenversammlung am 14. März 2013 die Änderung des offiziellen Namens der Halle in Großsporthalle Rüsselsheim.

## Postume Diskussion seiner NS-Vergangenheit
Während seine Vergangenheit in der Zeit des Nationalsozialismus in den 1950er und 1960er Jahren keine Aufmerksamkeit erfuhr, entstand ab 2010 eine postume Diskussion über seine NS-Vergangenheit. Seine Dissertation über das Winterhilfswerk, die von Christoph Safferling als „Prototyp nationalsozialistischer Rechtsauslegung“ bezeichnet wird, trägt wesentlich zu seiner NS-Belastung bei. In einer 2011 im Auftrag der Fraktion Die Linke im Hessischen Landtag vom Historiker Hans-Peter Klausch veröffentlichten Studie wird darauf hingewiesen, dass Köbel den Aufnahmeantrag im Alter von 18 Jahren gestellt habe und zu denen gehöre, die „wohl als jugendliche Opfer jahrelanger Indoktrination gesehen werden [können], aus denen sie sich spätestens nach dem Krieg gelöst haben“. Diese These wird durch neuere Untersuchungen im Auftrag der Stadt Rüsselsheim von der Zeithistorikerin Sabine Kühn angezweifelt.
Sie stellte 2013 fest, Walter Klaus Köbel sei – nach derzeitiger Quellenlage – nicht an nationalsozialistischen Verbrechen beteiligt gewesen, bewertet seine Rolle aber kritisch: „Köbel ist somit zu der großen Gruppe zumeist ideologisch überzeugter Funktionsträger zu rechnen, die erheblich dazu beitrugen, dass sich das NS-Regime etablieren, stabilisieren und seine Politik des Terrors durchführen konnte.“

Steffen Jobst thematisiert 2013 in seinem Theaterstück Wolfsangel die NS-Vergangenheit Köbels.

## Werke
- Die Rechtsform der Winterhilfswerkes, 1941 (Diss.)[10]